# 627 هـ
627 هـ هي سنة في التقويم الهجري امتدت مُقابلةً في التقويم الميلادي بين سنتي 1229 و1230.

## أحداث
- غزو ميورقة

## مواليد
- الناصر يوسف
- بهاء الدين بن النحاس

## وفيات
- ابن دنينير

- معين الدين الجشتي
- ابن الزيات التادلي